# Ranitomeya variabilis
Ranitomeya variabilis är en groddjursart som först beskrevs av Zimmermann 1988.  Ranitomeya variabilis ingår i släktet Ranitomeya och familjen pilgiftsgrodor. IUCN kategoriserar arten globalt som otillräckligt studerad. Inga underarter finns listade i Catalogue of Life.